# 22. Flak-Division
La 22. Flak-Division (22e division de Flak) est une division de lutte antiaérienne de la Luftwaffe allemande au sein de la Wehrmacht durant la Seconde Guerre mondiale.

## Historique
La 22. Flak-Division est mise sur pied le 1er mai 1943 à Dortmund probablement à partir de la Stab/Flak-Brigade X.
Le Stab/Flak-Regiment 112 (Eisb.) quitte la division en décembre 1943.
Le Stab/Flak-Regiment 103 (o) quitte la division en juillet 1944 ; le Stab/Flak-Regiment 54 (o) quitte lui aussi la division en août 1944 et est remplacé par le Stab/Flak-Regiment 47 (o).
Le Stab/Flak-Regiment 50 (ETr.) est brièvement rattaché à la division de juillet à août 1944.
Le Stab/Flak-Regiment 112 (Eisb.) rejoint la division en novembre 1944.
La division se rend aux Américains à Iserlohn le 16 avril 1945.

## Commandement
| Début        | Fin           | Grade        | Nom             |
| ------------ | ------------- | ------------ | --------------- |
| 1er mai 1943 | 16 avril 1945 | Generalmajor | Friedrich Römer |

### Chef d'état-major (Ia)
| Début          | Fin          | Grade     | Nom                |
| -------------- | ------------ | --------- | ------------------ |
| Septembre 1943 | 15 août 1944 | Major     | Wilhelm Fahlbusch  |
| 16 août 1944   | Avril 1945   | Hauptmann | Günther Westerhold |

## Organisation

### Rattachement
| Début        | Fin           | Commandement        |
| ------------ | ------------- | ------------------- |
| 1er mai 1943 | Avril 1945    | Luftgau-Kommando VI |
| Avril 1945   | 16 avril 1945 | III. Flakkorps (de) |

### Unités subordonnées
Formation le 1er mai 1943 :
Organisation au 1er novembre 1943 :
- Stab/Flak-Regiment 54 (o) (Flakgruppe Münster)
- Stab/Flak-Regiment 67 (o) (Flakgruppe Bochum)
- Stab/Flak-Regiment 103 (o) (Flakgruppe Kurhessen)
- Stab/Flak-Regiment 124 (o) (Flakgruppe Dortmund)
- Stab/Flak-Regiment 183 (o) (Flakgruppe Hagen)
- Stab/Flakscheinwerfer-Regiment 146 (o) (Flakscheinwerfergruppe Dortmund)
- Stab/Flak-Regiment 112 (Eisb.)
- Luftnachrichten-Abteilung 142

Organisation au 1er octobre 1944 :
- Stab/Flak-Regiment 47 (o) (Flakgruppe Münster)
- Stab/Flak-Regiment 67 (o) (Flakgruppe Bochum)
- Stab/Flak-Regiment 124 (o) (Flakgruppe Dortmund)
- Stab/Flakscheinwerfer-Regiment 146 (o) (Flakscheinwerfergruppe Dortmund)
- Stab/Flak-Regiment 183 (o) (Flakgruppe Hagen)
- Luftnachrichten-Abteilung 142

### Livres
- Georges Bernage et François de Lannoy, Dictionnaire historique de la Luftwaffe et de la Waffen-SS, Éditions Heimdal, 1998
- (de) Karl-Heinz Hummel, Die deutsche Flakartillerie 1935 - 1945 - Ihre Großverbände und Regimenter, VDM Heinz Nickel, 2010